# Średniak (Góry Bialskie)
Średniak – szczyt o wysokości 995 m n.p.m., w południowo-zachodniej Polsce w Górach Bialskich w Sudetach Wschodnich.

## Położenie
Wzniesienie położone, w zachodnio-środkowej części Gór Bialskich w Sudetach Wschodnich, około 1,6 km, na północny wschód od południowo-wschodniej granicy małej wioski Nowa Morawa i 0,7 km na południowy zachód od wzniesienia Jawornicka Kopa.

## Fizjografia
Wzniesienie o zróżnicowanych zboczach i niewielkim szczycie. Charakteryzujące się wyraźnie podkreślonymi stromymi zboczami: południowym, zachodnim i północno-zachodnim, nieregularną rzeźbą i urozmaiconym ukształtowaniem. Całe wzniesienie położone jest na obszarze Śnieżnickiego Parku Krajobrazowego. Wyrasta z południowo-zachodniego zbocza wzniesienia Orlika w kształcie podłużnego wypuklenia wciśniętego na kierunku NE-SW. Szczyt wzniesienia o mało wykształconym kopulastym kształcie wyrasta o parę metrów ponad niewielką wierzchowinę. Wzniesienie od sąsiednich wzniesień wyraźnie wydzielają dobrze wykształcone erozyjne doliny górskich potoków: od północy od wzniesienia Jawornicka Kopa oddziela dolina bezimiennego potoku, od południa od wzniesienia Skalna dolina Gołogórskiego Potoku a od wzniesienia Orlik oddzielone jest niewielkim wypłaszczeniem. Zbocze południowo-zachodnie oraz pozostałe zbocza dość stromo opadają do dolin potoków. Położenie wzniesienia, kształt oraz wysokość mniejsza od otaczających wzniesień, czynią wzniesienie trudno rozpoznawalnym w terenie.

## Budowa
Wzniesienie w całości zbudowane ze skał metamorficznych łupków łyszczykowych i gnejsów gierałtowskich. Szczyt i zbocza wzniesienia pokrywa niewielkiej grubości warstwa młodszych osadów glin, żwirów, piasków i lessów z okresu zlodowaceń plejstoceńskich i osadów powstałych w chłodnym, peryglacjalnym klimacie.

## Roślinność
Wzniesienie w całości porośnięte naturalnym lasem regla dolnego, w partii szczytowej występuje dwie niewielka polany porośnięta rzadkim młodnikiem świerkowym. Drzewostan w górnej partii wzniesienie pod koniec XX wieku został częściowo zniszczony katastrofą ekologiczną w Sudetach. Obecnie w miejscach częściowo zniszczonego drzewostanu porasta świerkowy młodnik.

## Zagospodarowanie
Północno-zachodnim zboczem na poz. 700–850 m n.p.m.trawersuje Droga Marianny, południowym podnóżem wzdłuż doliny Gołogórskiego Potoku przebiega droga leśna.

## Turystyka
Przez szczyt nie prowadzi szlak turystyczny. Północno-zachodnim podnóżem Drogą Marianny prowadzą szlaki:
- - fragment niebieskiego szlaku prowadzący przez Stary Gierałtowa Jawornicką Kopę na Śnieżnik i dalej[1].
- - szlak rowerowy niebieski
- - szlak rowerowy czerwony
- szlak narciarstwa biegowego - żółty